# Hugh Hopper
Hugh C. Hopper (Canterbury, 1945. április 29. – 2009. június 7.) angol rockzenész, progresszív rock / (fúziós) jazz basszus gitáros és zeneszerző. Meghatározó tagja volt a canterburyi szcéna nevű irányzatnak.

## Életrajz

### Korai pályafutás
1963-ban, a Daevid Allen Trio basszusgitárosaként indult, a dobos Robert Wyatt-tel, aki a free jazz és a rhythm and blues között ingadozott. 1965-ben Brian nevű testvére, Robert Wyatt, Kevin Ayers és Richard Sinclair társaságában megalakította a Wilde Flowers együttest, azt a pop zenekart, melynek nevéhez fennállása alatt egyetlen felvétel sem fűződött (30 évvel később jelent meg egy válogatás lemezük), de komoly hatással volt a canterburyi szcénát meghatározó két másik együttesre, a Soft Machine-re és a Caravanre.

### A Soft Machine-nel (1968-1972)
Hopper kezdetben a Soft Machine road menedzsere volt, de már szerzett zenét első, The Soft Machine című albumukra, sőt az egyik számban játszott is. 1969-ben bemutatkozott az együttes basszistájaként a második lemezen (Volume Two), majd, Mike Ratledge és Robert Wyatt mellett részt vett Syd Barrettnek, a Pink Floyd korábbi muzsikusának – aki rendszeresen fellépett a korai Soft Machine-koncerteken – lemezfelvételén (The Madcap Laughs). Hopper 1973-ig játszott basszusgitáron a Soft Machine-ben, és számos kompozícióban vett részt közreműködőként. Ezen idő alatt az együttes pszichedelikus pop előadóból instrumentális jazz-rock fúziós csapattá vált. 1972-ben, nem sokkal azt megelőzően, hogy elhagyta a Soft Machine-t, felvette első, saját neve alatt megjelenő albumát, az 1984-et (a cím George Orwell regényének hatására keletkezett). Ez egyértelműen nem kereskedelmi forgalmazásra szánt lemez volt, amelyet hosszú szólók jellemeztek, felhasználva bennük a végtelenített szalagok alkalmazásának technikáját, valamint egy együttessel felvett rövidebb darabok.

### 1973-tól haláláig

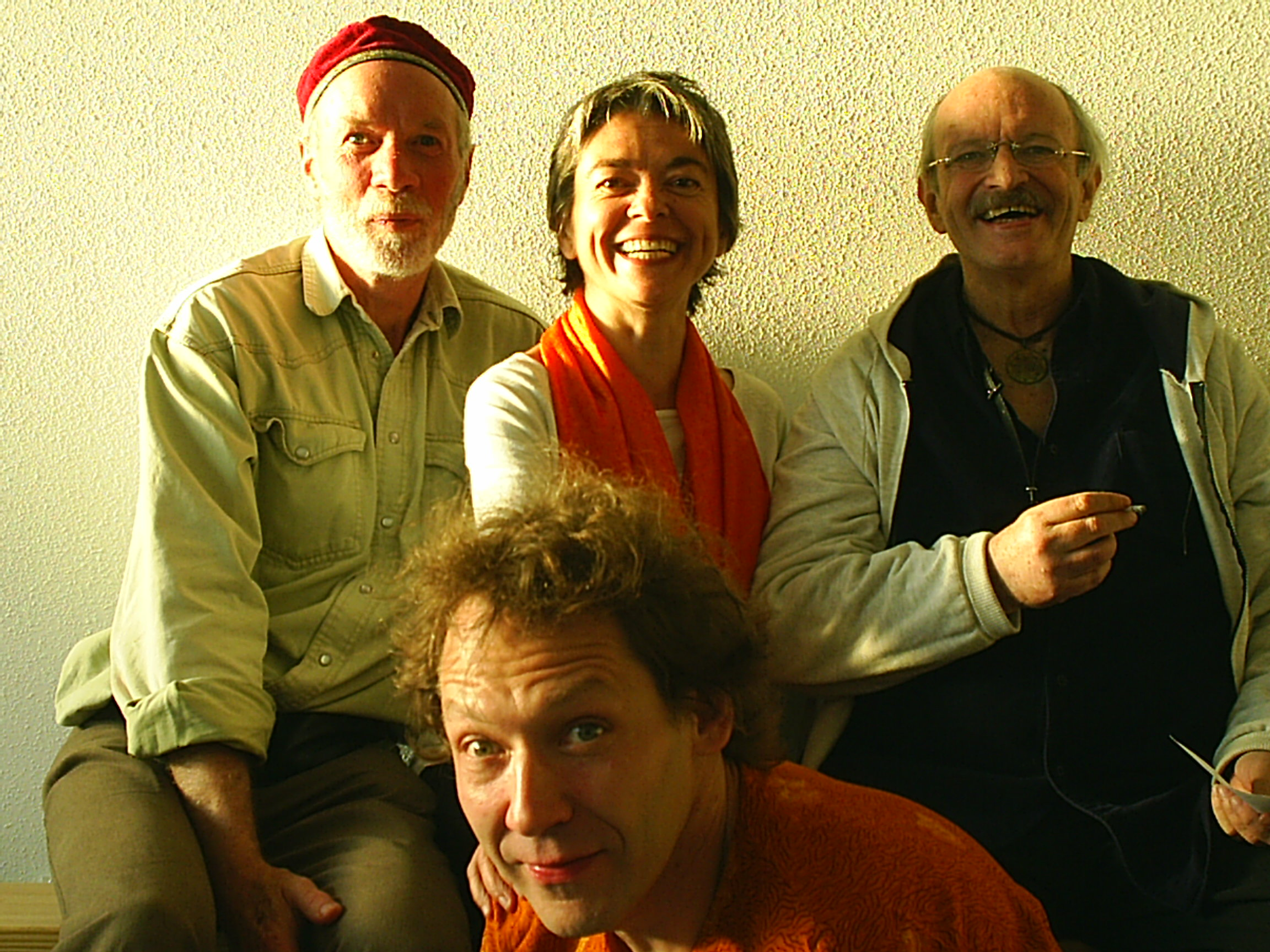
Soft Bounds

Az 1970-es évek végén, miután elhagyta a Soft Machine-t, olyan együttesekben játszott, mint a Stomu Yamashta's East Wind, az Isotope, a Gilgamesh és a Carla Bley Band. A Soft Machine korábbi szaxofonistájával Elton Dean-nel együtt megfordult olyan zenei csoportosulásokban, mint például a Hopper/Dean/Tippett/Gallivan (a zongorista Keith Tippett-tel és a dobos Joe Gallivannel), valamint a Soft Heap-ben (a billentyűs-játékos Alan Gowen és a dobos Pip Pyle társaságában).
At 1980-as évek elején rövid időre felhagyott a zenéléssel, de az évtized közepén ismét aktívan dolgozott különböző együttesekben, többek között Pip Pyle Equipe Outjában és a Phil Miller vezette In Cahootsban. Ugyancsak muzsikált egy holland zenészekből álló – kezdetben Hopper Goes Dutch nevű, majd a francia gitáros, Patrice Meyer csatlakozása után Hugh Hopper Franglo-Dutch Band névre átkeresztelt – csapatban.
Miután néhány évig elsősorban instrumentális, jazz-orientált együttesekben dolgozott, mások mellett a Short Wave-ben, az 1990-es évek közepétől alkalomszerűen ismét rock-irányultságú, vokális zenét játszott, olyan zenekarokkal, mint a Caveman Shoestore (ekkoriban a Hughscore nevet használva), vagy mint az énekes Lisa S. Klossner. Visszatért továbbá a korai, végtelenített szalagos technika alkalmazásához, de egyre inkább a számítógépes lehetőségekkel élve. Jól példázza ezt a 2002-es Jazzloops című felvétele.
Az 1990-es és a 2000-es években több projekttel is visszakalandozott a Soft Machine fémjelezte korszakba. 1998-ban felkérést kapott a Polysons nevű francia jazz kollektíva tagjaitól, hogy csatlakozzon hozzájuk néhány előadás erejéig, melyeken a Soft Machine klasszikus darabjait adták elő. Felléptek még – rajta kívül – a Polysons tagjai (Pierre-Olivier Govin és Jean-Rémy Guédon – szaxofon, Serge Adam – trombita és François Merville – dob), továbbá az orgonista Emmanuel Bex. A társaság 2002-ben és 2003-ban újra aktiválta magát és kiegészülve a Soft Machine egykori tagjával, Elton Deannel, előadásokat tartottak a párizsi Le Triton klubban. E fellépések eredménye lett a Tribute To Soft Machine című CD, mely a klub saját kiadásában jelent meg. 2002 és 2004 között Hopper, Dean és további két egykori Soft Machine-tag (a dobos John Marshall és a gitáros Allan Holdsworth) SoftWorks néven turnézott és készített felvételeket. A trió egy másik inkarnációja (egy másik korábbi Soft Machine-személyiséggel, az ugyancsak gitáros John Etheridge-dzsel Holdsworth helyén) Soft Machine Legacy néven koncertezett, néhány eredeti Soft Machine-klasszikust és új számokat is előadva. Ez utóbbi aktivitás három hanghordozót eredményezett, két élőt (Live in Zaandam – CD, 2005; New Morning – The Paris Concert – DVD, 2005), valamint egy stúdió CD-t (Soft Machine Legacy – 2006). Elton Dean 2006 februárjában meghalt, helyébe Theo Travis lépett. Vele vették fel a 2007-ben megjelent Steam című albumot. Hopper 2004-ben feltűnt a No-Man énekesének Tim Bownessnek bemutatkozó szóló albumán is.
Egyéb alkalmi projektjei: Soft Bounds (a francia Sophia Domancich és Simon Goubert, valamint eleinte Elton Dean, később Simon Picard társaságában); Clear Frame, egy improvizációkat alkalmazó együttes, Charles Hayward, Lol Coxhill és Orphy Robinson a tagok, (első felvételük alkalmával Robert Wyatt is társult hozzájuk).
Hugh nemrég két szóló albumot is megjelentett és létrehozott egy online boltot, mely a jól ismert brit internetes lemezkiadón, a Burning Sheden keresztül érhető el. .
A HUMI nevű duóban együtt dolgozott a japán zeneszerzővel és komponistával, Yumi Hara Cawkwellel. 2008 elejére japán turnét terveztek, azonban ez Hopper egészségi állapota miatt meghiúsult.
2008 júniusában Hoppernél leukémiát állapítottak meg, ezért kemoterápiás kezeléseket kapott. Emiatt és egészségi állapotára hivatkozva minden fellépését törölte. 2008 decemberében Londonban koncertet szerveztek a javára, melyen felléptek a Soft Machine Legacy tagjai, az In Cahoots, a Delta Sax Quartet, Sophia Domancich és Simon Goubert, Yumi Hara Cawkwell és az Alex Maguire Quartet. Az újabb koncertet 2009. júniusára tervezték.
Hugh Hopper 2009. június 5-én feleségül vette barátnőjét, Christine-t és június 7-én meghalt leukémiában.
Kívánságára tibeti buddhista szertartás szerint temették el 2009. június 25-én.

## Diszkográfia

### Szólóalbumok
- 1973: 1984 (Pye Hastings, Gary Windo, Lol Coxhill, Nick Evans, John Marshall, Malcolm Griffiths közreműködésével)
- 1976: Cruel But Fair (Elton Deannel, Keith Tippett-tel, Joe Gallivannel)
- 1977: Hopper Tunity Box (Elton Dean, Marc Charig, Frank Roberts, Dave Stewart (the keyboardist), Mike Travis, Richard Brunton, Gary Windo, Nigel Morris közreműködésével)
- 1978: Soft Head – Rogue Element (Elton Deannel, Alan Gowennel, Dave Sheennel)
- 1979: Soft Heap (Elton Deannel, Alan Gowennel, Pip Pyle-lal)
- 1980: Two Rainbows Daily (Alan Gowennel)
- 1985: Mercy Dash (Elton Deannel, Keith Tippett-tel, Joe Gallivannel)
- 1985: Monster Band (Elton Dean, Mike Travis, Jean-Pierre Carolfi, Jean-Pierre Weiller közreműködésével)
- 1989: Alive (Frank van der Kooy, Kees van Veldhuizen, Dionys Breukers, Hans van der Zee, Pieter Bast, Andre Maes közreműködésével)
- 1991: Meccano Pelorus (Patrice Meyer, Dionys Breuker, Pieter Bast, Frank van der Kooij közreműködésével)
- 1993: Hugh Hopper and Odd Friends (John Atkinson, Dionys Breukers, Mike Travis, Rick Biddulph közreműködésével)
- 1993: Short Wave Live (Short Wave-vel – Didier Malherbe-bel, Phil Millerrel, Pip Pyle-lal)
- 1994: A Remark Hugh Made (Kramerrel)
- 1994: Hooligan Romantics (John Atkinson, Pieter Bast, Dionys Breukers, Patrice Meyers, Frank van der Kooy közreműködésével)
- 1995: Carousel (Patrice Meyer, Frank van der Kooy, Dionys Breuker, Kim Weemhoff, Robert Jarvis közreműködésével)
- 1995: Caveman Hughscore (Caveman Shoestore-ral, aki később Hughscore néven lett ismert)
- 1995: Adreamor (Mark Hewinsszel)
- 1996: Somewhere In France (Richard Sinclairrel)
- 1996: Bracknell-Bresse Improvisations (Alan Gowennel, Nigel Morrisszal)
- 1996: MASHU – Elephants in your head? (Shyamal Maitra, Mark Hewins közreműködésével)
- 1996: Best Soft (válogatás)
- 1997: Huge (Kramerrel)
- 1997: Highspot Paradox (Hughscore-ral)
- 1998: Different (Lisa S. Klossnerrel)
- 1999: Delta Flora (Hughscore-ral)
- 2000: Cryptids (Lisa S. Klossnerrel)
- 2000: Parabolic Versions (válogatás a Somewhere In France, a Hooligan Romantics és a Hugh Hopper and Odd Friends albumokról)
- 2002: Jazzloops (Elton Dean, Steve Franklin, Pierre-Olivier Govin, Christine Janet, Frank van der Kooij, Didier Malherbe, John Marshall, Patrice Meyer, Nigel Morris, Simon Picard, Kim Weemhoff, Robert Wyatt közreműködésével)
- 2003: In a Dubious Manner (Julian Whitfielddel)
- 2004: The Stolen Hour (Matt Howarth képregényével)
- 2007: Soft Mountain (Elton Dean, Hoppy Kamiyama, Yoshida Tatsuya közreműködésével)
- 2007: Numero D'Vol (Simon Picard, Steve Franklin, Charles Hayward közreműködésével)
- 2008: Dune (Yumi Hara Cawkwell-lel)

### Közreműködések
a Soft Machine-nel
- 1968: The Soft Machine (csak egy számon játszott, többnek szerzője volt)
- 1969: Volume Two
- 1970: Third
- 1971: Fourth
- 1972: Fifth
- 1973: Six

másokkal
- 1962-65 Canterburied Sounds, Vol.s 1–4 (Brian Hopper 1998-as válogatása)
- 1965: The Wilde Flowers (1994-ben jelent meg)
- 1969: Syd Barrett: The Madcap Laughs (két szám)
- 1969: Kevin Ayers: Joy of a Toy
- 1973: Stomu Yamashta's East Wind: Freedom Is Frightening
- 1974: Robert Wyatt: Rock Bottom
- 1974: Stomu Yamashta: One by One
- 1975: Isotope: Illusion
- 1976: Isotope: Deep End
- 1978: Carla Bley Band: European Tour 1977
- 1978: Gilgamesh: Another Fine Tune You've Got Me Into
- 1985: In Cahoots: Cutting Both Ways
- 1985: Pip Pyle: L'Equipe Out
- 1986: Patrice Meyer: Dromedaire viennois
- 1987: Anaid: Belladonna
- 1991: Lindsay Cooper: Oh Moscow
- 1999: Brainville: The Children's Crusade (Daevid Allennel és Pip Pyle-lal)
- 2001: Glass Cage: Glass Cage
- 2003: Soft Works: Abracadabra
- 2003: Bone: Uses Wrist Grab[6]
- 2003: Polysoft: Tribute to Soft Machine[7]
- 2004: Brian Hopper: If Ever I Am
- 2005: NDIO Airback
- 2005: Soft Machine Legacy: Live in Zaandam
- 2006: Soft Machine Legacy: Soft Machine Legacy
- 2007: Soft Machine Legacy: Steam
- 2008: Brainville3: Trial by Headline (Daevid Allennel és Chris Cutlerrel)

## Bibliográfia
- H.C. & L.T. Hopper: Thirty Kent Churches, ISBN 0950639400 – Great Stour Publications – korlátozott példányszám, 750 példány
- Hugh Hopper: The Rock Bass Manual – the complete guide to the electric bass guitar, ISBN 0907937160 – Portland Publications (1984)
- Hugh Hopper: Jazz, Love & Dirty Tricks, szabadon letölthető (355KB RTF-fájl) (1994–2000)

## Fordítás
- Ez a szócikk részben vagy egészben  a   Hugh Hopper című angol Wikipédia-szócikk ezen változatának fordításán alapul.  Az eredeti cikk szerkesztőit annak laptörténete sorolja fel. Ez a jelzés csupán a megfogalmazás eredetét és a szerzői jogokat jelzi, nem szolgál a cikkben szereplő információk forrásmegjelöléseként.